# إيثيلرد (ملك مرسيا)
إيثيلرد من ميرسيا (و. القرن 7 – القرن 8 م) هو عاهل مرسيا، توفي في Bardney Abbey ‏،.

## مناصب
تولى منصب ملك مرسيا ‏ 675–704
.